# María Amelia Baltar
María Amelia Baltar, conocida como Amelita Baltar, (Buenos Aires, 24 de septiembre de 1940) es una cantante argentina.

## Trayectoria
Desde sus comienzos como cantante folklórica, Amelita Baltar se destacó por su voz y el talento dramático que se manifiesta en sus interpretaciones. Su primer disco como solista en 1968, la lleva a obtener el premio revelación en el “Festival nacional del disco” realizado en Mar del Plata.
En ese mismo año es escuchada por Astor Piazzolla quien la invita a protagonizar su operita “María de Buenos Aires” compuesta junto a Horacio Ferrer. Esta obra llevada al disco, fue el comienzo de una larga y fructífera unión. Piazzolla y Ferrer encuentran en ella la intérprete ideal y llega a estrenar más de 30 obras escritas por ellos marcando una época histórica de la música popular Argentina llegando a su culminación con “Balada para un loco”.
Amelita se convierte en la musa, intérprete y cómplice de A. Piazzolla sucediéndose años intensos que los llevan a presentarse juntos en escenarios de América Latina. Radicados en París, sus presentaciones cambian continuamente de escenario; desde el Olympia parisino al Maracanazinho de Río de Janeiro.
Separada de Piazzolla, Amelita continúa su exitosa carrera en Argentina y sus continuas giras la llevan a Holanda, Alemania, Bélgica, Francia, Suiza, Turquía, Chipre, Brasil, México, Uruguay, Chile, Estados Unidos.
Hace teatro, telenovelas, Alejandro Agresti la llama desde Holanda para una participación en su película “Luba”.  Graba varios álbumes que se editan en buena parte del mundo.
Recibe numerosas distinciones, entre ellas la del MUDAN (Mujeres Destacadas en el Ámbito Nacional) en el Congreso de la Nación. En el honorable Concejo Deliberante es reconocida junto a Ferrer cuando se cumplen 30 años de la creación y estreno de “Balada para un loco”. También allí la distinguen como "personalidad destacada de la cultura".
Junto al ballet contemporáneo Stagium recorre, en la década de 1990, gran parte del Brasil con el espectáculo “Tangamente” dedicado a Piazzolla y a ella, llegando a teatros como el famosísimo “Amazonas” de Manaus y a los teatros municipales de Sâo Paulo y Río de Janeiro entre otras 20 salas.
El Luna Park, décadas después de un estreno (1969) con algunos inconvenientes, la aplaude de pie al cantar “Balada para un loco” convocada por Julio Bocca quien la baila junto a ella durante 6 noches consecutivas. 
Durante los últimos años se presentó en varias ciudades de Suecia, en Finlandia, Holanda y España donde la aplaudieron de pie en Granada, Alicante, Marbella, Benalmádena, Madrid, Pamplona. Luego Baltar se presentó en el teatro “Cemal resit rey” Konser salonu de Estambul, ciudad que la recibe por tercera vez y donde la llaman “la diva del tango”.
En 1995 recibió un Diploma al Mérito de los Premios Konex como una de las 5 mejores cantantes femeninas de tango de la década en Argentina, y en 2015, recibió el Konex de Platino en la misma actividad.
Actualmente, Amelita Baltar prepara un álbum de tango electrónico en Argentina, con todas letras de su autoría, de pronta aparición.

## Discografía
- 1968: Para usted... - CBS
- 1969: María de Buenos Aires
- 1970: Piazzolla y Ferrer - CBS
- 1971: La Bicicleta blanca - CBS
- 1972: Amelita Baltar interpreta a Piazzolla y Ferrer
- 1973: Cantándole a mi tierra - RCA
- 1975: Amelita Baltar - ARIOLA
- 1982: Amelita Baltar - INTERDISC S.A.
- 1989: Como nunca
- 1992: Tango de la casa columbia - SONY MUSIC
- 1993: Tangamente
- 1994: Amelita Baltar - EPSA MUSIC
- 1995: Baltar com Piazzolla - EDICIÓN BRASIL
- 1998: Astor Piazzolla Colección - EDICIÓN ALEMANIA
- 1998: Piazzolla & Amelita Baltar - BELLA MUSICA
- 1999: Leyendas
- 1999: Referencias
- 2000: De todos los tangos - WARNER MUSIC ARGENTINA S.A.
- 2001: Amelita de todos los tangos
- 2004: Balada para un loco - MILAN SUR
- 2012: El nuevo rumbo - RANDOM
- 2012: Amelita Baltar - Horacio Molina - Nosotros - En vivo - EPSA MUSIC
- 2015: Amelita Baltar canta Vinicius y Piazzolla - Bossa & Tango - ACQUA RECORDS

## Sencillos
- 1970: "Chiquilín de Bachín / Balada para un loco" (sencillo) - CBS
- ????: "Pequeña canción para Matilde / Violetas populares" (sencillo)
- 1972: "Balada para un loco / Preludio para el año 3001" (sencillo) - SOM LIVRE
- 1972: "La primera palabra / No quiero otro" junto a Astor Piazzolla (sencillo) - RCA
- 1992: "Tangos de la casa Columbia" (CD promocional) - SONY MUSIC

## Cine
- El canto cuenta su historia (1976)
- Gardel: el hombre y el mito (2005) ...Entrevistada
- El salto de Christian (2007) ...Gilda